# Journal of Neurophysiology
Das Journal of Neurophysiology ist eine wissenschaftliche Zeitschrift, welche Artikel veröffentlicht, die sich mit den gesamten physiologischen Aspekten der Neurobiologie befassen. Das Magazin wird von der American Physiological Society einmal monatlich herausgegeben. Das Magazin wurde erstmals im Jahre 1938 veröffentlicht.
Der Herausgeber des Journals ist der Neurobiologe David Linden, der als Professor für Neurobiologie an der Johns Hopkins University in Baltimore, Maryland lehrt.
Das Magazin hatte im Jahr 2014 einen Impact Factor, als Maß für die durchschnittliche Zahl an Zitationen pro veröffentlichtem Artikel, von 2,887. Nach ISI Web of Knowledge wird das Journal mit diesem Impact Factor in der Kategorie Neurowissenschaften an 120. Stelle von 252 Zeitschriften und in der Kategorie Physiologie an 29. Stelle von 83 Zeitschriften geführt.